# Israël au Concours Eurovision de la chanson 2012
Israël a participé au Concours Eurovision de la chanson 2012 et a sélectionné son artiste et sa chanson via une sélection interne, organisée par le diffuseur israélien IBA.

## Retrait possible
Selon la rumeur, Israël aurait pu se retirer du Concours Eurovision de la chanson 2012 car la date de la finale tombait le même jour que la fête israélienne de Chavouot, c'est-à-dire le 26 mai. Cependant, le 7 août 2011, IBA confirme sa participation en dépit de difficultés notamment à cause de la frontière ouverte de l’Azerbaïdjan avec l'Iran.

## Sélection interne
IBA avait prévu une finale nationale avec une finale en direct en janvier ou février 2012 mais ce projet est abandonné en janvier 2012 à cause de problèmes de calendrier,.
Le 7 février 2012, IBA annonce la chanson et l'artiste, choisi en interne, qui est Time du groupe Izabo.
Une liste de 8 artistes ont été invités par IBA à présenter des chansons pour le concours de cette année. 5 artistes ont soumis une chanson. Ces artistes sont Maya Buskila, Tzvika Pik, Vladi Bleiberg, Chen Aharoni et Izabo. Également, les artistes suivantes ont été invités par IBA à soumettre des chansons mais ils n'ont rien soumis : Kabra Kasai, Karolina et Red Band.
Les artistes qui ont soumis des chansons ont été jugés par un panel de spécialistes faits par IBA qui a conclu que Israël enverrait Izabo au Concours Eurovision de la chanson 2012 à Bakou.

## À l'Eurovision
Israël participe à la première demi-finale du 22 mai en passant en 10e position entre la Finlande et Saint-Marin et ne se qualifie pas pour la finale en prenant la 13e place avec 33 points. En détail, le public a placé le pays en 16e place avec 16 points tandis le jury a classé Izabo en 9e place avec 72 points.

### Points accordés à Israël
| 12 points            | 10 points | 8 points              | 7 points   | 6 points            |
| -------------------- | --------- | --------------------- | ---------- | ------------------- |
|                      |           |                       | - Autriche | - Russie            |
| 5 points             | 4 points  | 3 points              | 2 points   | 1 point             |
| - Hongrie - Roumanie |           | - Danemark - Finlande | - Espagne  | - Chypre - Lettonie |

### Points accordés par Israël
| 12 points | Russie   |
| 10 points | Chypre   |
| 8 points  | Roumanie |
| 7 points  | Irlande  |
| 6 points  | Moldavie |
| 5 points  | Albanie  |
| 4 points  | Islande  |
| 3 points  | Grèce    |
| 2 points  | Finlande |
| 1 point   | Suisse   |

| 12 points | Suède       |
| 10 points | Espagne     |
| 8 points  | Azerbaïdjan |
| 7 points  | Russie      |
| 6 points  | Roumanie    |
| 5 points  | Moldavie    |
| 4 points  | Italie      |
| 3 points  | Chypre      |
| 2 points  | Grèce       |
| 1 point   | Turquie     |